# 楊規
楊規（韓語：양규，—1011年3月5日）是高麗時代中期的一位武將，他在第二次高丽契丹战争期間陣亡。

## 生平
高丽穆宗時，楊規多次晋升，並且擔任刑部郎中。
1010年，當時正值第二次高丽契丹战争期間，楊規守卫兴化镇，契丹多次要求楊規投降，但他没有答应。杨规與李守和等一道坚守城池，辽军围攻7日仍不能攻下。契丹於是進攻通州（今平安北道宣川郡），击败了康兆率領的高丽军，并且在通州城南俘虜康兆。契丹偽造了一封由康兆写的信件寄給仍在兴化镇防守的楊規，再次要求楊規投降，然而楊規依然拒不投降。契丹還要求通州守將投降，通州同樣拒不投降。
楊規率领700名士兵前往通州，而且還招募了1000多名士兵，在深夜潜入郭州，將郭州城內的契丹士兵全部殺死，然后将城内的男女7000多人转移到通州。1011年，高麗首都被契丹攻占，高麗顯宗逃到罗州。
1011年春天，当契丹军撤退时，楊規和下属金叔兴一起伏击並殺死了2000名契丹军，并解救了2000多名男女俘虏。他们达到石岭后，再次殺死2500名契丹军，解救了1000名俘虏。楊規的部隊又在余里站杀死了1000名契丹士兵，并解救了1000名俘虏。在契丹撤軍期間，楊規共七次突袭契丹军，解救了3万名俘虏，並獲得了大量战利品。
隨著契丹軍主力的到來，而楊規的军需物资和箭矢又用尽，他与金叔兴最終在和契丹主力部隊交戰時陣亡。楊規去世後，高麗朝廷追授他工部尚书。兒子楊帶春被授予校書郞。

## 電視劇
- 《千秋太后》(KBS第2频道, 2009年, 演員：洪日权（朝鲜语：홍일권）)
- 《高麗契丹戰爭》（演員：池承炫）